# Johann Peter von Sax
Johann Peter von Sax (* um 1450; † nach 1540 in Castrisch) war ein Schweizer Freiherr und Graf.

## Leben
Johann war Sohn des Heinrich II. von Sax und verheiratet mit Klementa von Hewen. Er war seit 1479 Herr in Misox und widersetzte sich sowohl den Ansprüchen der Seitenlinie der Sax-Grono als auch der Einmischung von Mailand und den Eidgenossen. Er verfolgte die mailändisch Gesinnten im Misox mit schweren Strafen, sodass Mailand im Juli 1480 bei der Tagsatzung Klage gegen ihn erhob. Diese drohte ihm am 11. Oktober mit Repressalien. Von Mailand bedroht, liess er sich mit dem Gericht Misox und Soazza am 23. April 1480 in den Oberen Bund aufnehmen.
Trotzdem besetzten mailändische Truppen im Frühjahr 1481 die Mesolcina und konfiszierten die Güter des Grafen. Da bot er die Herrschaft Mailand zum Kauf an, und dieses schob Gian Giacomo Trivulzio als Käufer vor. Der Verkauf erfolgte am 20. November 1480 zu Bellinzona um 16000 fl. Wegen der noch unerledigten Restschuld von 6000 fl. fiel Johann Peter im Januar 1483 mit 1000 Bündnern in die Mesolcina ein und plünderte drei Tage lang und erhob wieder Ansprüche auf Misox, Bellinzona, Blenio und Monte Dongo; nach dem Spruch Zürichs vom 28. Oktober 1489 musste er auf alle Ansprüche an die genannten Herrschaften verzichten.
Durch seine (zweite) Ehe mit der Gräfin Clementine von Montfort-Werdenberg 1483 kam er in den Besitz der Grafschaft Werdenberg mit der Herrschaft Wartau; die Belmontischen Besitzungen verkaufte er 1485 dem Bischof von Chur, im gleichen Jahr an Luzern die Grafschaft Werdenberg-Montfort und die Herrschaft Wartau. Verarmt und heruntergekommen, trat der Graf in den Dienst des Herzogs Sigismund von Österreich, dann des Herzogs von Mailand. Im Schwabenkrieg stand er wahrscheinlich als Kriegskommissär auf der Seite des Kaisers. Er verkaufte 1483 seine Besitzungen in der Surselva. Ab 1483 war er Inhaber der Herrschaften Werdenberg und Wartau, die er 1485 abtrat. Er war der letzte Graf der Familie der Freiherren von Sax.